# 이한철 (싱어송라이터)
이한철(1972년 12월 1일 ~ )은 대한민국의 싱어송라이터 겸 음악가이다. 불독맨션의 보컬로도 활동하고 있다. 2024년, 가수 데뷔 30주년을 맞이했다.

## 학력
- 영남대학교 정치외교학과
- 중앙대학교 예술대학원 예술경영학과

## 내력
- 1993년 〈겨울이 오면〉으로 《제5회 유재하 음악경연대회》 동상 수상.
- 1994년 〈껍질을 깨고〉로 《MBC 대학가요제》 대상 수상.
- 1995년 솔로 1집 《Debut 1995》 발매.
- 1997년 솔로 2집 《되는 건 되는거야!》 발매.
- 1998년 솔로 3집 《학창세대》 발매.
- 1999년 불독맨션을 결성.
- 2000년 레이블 '튜브앰프 뮤직'을 설립.
- 2005년 EP 《Orgarnic》발매.
- 2007년 〈슈퍼스타〉[1]로 《한국대중음악상》 올해의 노래, 최우수 팝(싱글 부문) 수상.
- 2009년 2월 24일, 솔로 3집 《순간의 기록》을 발매.
- 2012년 EP 《작은 방》 발매.
- 2013년 5월 불독맨션 3집을 발매하여 이후부터는 불독맨션 밴드 활동과 솔로 가수 활동을 병행.
- 2014년 Single Tobacco Lady 발매. - 웹툰 찌질의 역사 OST.
- 2014년 Single 〈집으로〉 발매.
- 2015년 솔로 4집 《봄날》 발매. 데뷔 20주년.
- 2015년 솔로 5집 《늦어도 가을에는》 발매.
- 2016년 솔로 6집 《여름의 묘약》 발매.
- 2017년 솔로 7집 《그리고 겨울》 발매.

## 음반 목록

### 정규 음반
1. Debut 1995 (1995년)
2. 되는 건 되는거야! (1997년)
※위의 두 음반은 2001년에 재발매. 학창세대 (1998년 10월 14일)
3. 순간의 기록 (2009년 2월 24일)
4. 봄날 (2015년 3월 2일)
5. 늦어도 가을에는 (2015년 10월 6일)
6. 여름의 묘약 (2016년 7월 22일)
7. 그리고 겨울 (2017년 1월 20일)

### EP 및 Single
1. Organic (2005년 12월 15일)
2. 사랑 (2012년 4월 19일)
3. 작은 방 (2012년 5월 9일)
4. 아주 사소한 고백 (2012년 8월 20일)
5. Tobacco Lady (2014년 1월 17일)
6. 집으로 (2014년 9월 5일)
7. 가까이 (2015년 8월 14일)
8. 옷장정리 (2015년 9월4일)
9. 출렁이는 달빛 (2015년 10월 2일)
10. 편의점의 시에스타 (2016년 4월 5일)
11. 여름 좋아 (with 안예은) (2016년 5월 20일)
12. 선탠 (2016년 6월 24일)

### 참여 음반
1. 남과 여... 그리고 이야기 #2. 바야흐로 사랑의 계절 (2008년 10월 9일)
2. 이소라 5집 sharry
3. 이소라 6집 아로새기다. 시시콜콜한 이야기
4. 이소라 7집 track 3,7,8

### 영화 음악
- 넘버 3
- 고양이를 부탁해 (2001)
- 후아유 (2002)
- 주유소 습격사건
- 신라의 달밤
- 색즉시공 2 (2008)

### 드라마 음악
- KBS 드라마 스페셜 연작 시리즈 - 사춘기 메들리 (2013) 음악감독

## 진행

### 텔레비전
- 2010년 - 2014년 : 춘천 KBS 1TV (KBS 춘천) 《올댓뮤직》
- 2014년 : KBS 2TV 월화드라마 《연애의 발견》 (특별출연)
- 2017년 : MBC TV 음악 예능 《미스터리 음악쇼 복면가왕》 한정수량 명품보컬 홈쇼핑맨 - (참가자)
- 2022년 : 울산방송 《지구를 살리는 제로웨이스트》 (MC)
- 2023년 : 울산방송 《필 환경시대의 소소식탁(지구수다 시즌 4)》 (MC)

### 라디오
- 《KBS 쿨FM 음악앨범》(KBS 2FM) - 임시 DJ
- 《그대창가에 이한철입니다.》(CBS 표준FM) - DJ
- 《MBC FM4U 비포 선라이즈》(MBC FM4U) - 주간 게스트
- 《EBS FM 라디오 음악이 흐르는 책방》(EBS FM) - 주간 게스트
- 《EBS FM 라디오 일요음악여행 - 팝》(EBS FM)
- 《국악방송 FM 라디오 이한철의 창호에 드린 햇살》 - DJ

## 수상
- 1994년 MBC 대학가요제 대상 (껍질을 깨고)

| 연도 | 시상식         | 부문                 | 후보작   | 결과 |
| ---- | -------------- | -------------------- | -------- | ---- |
| 2007 | 한국대중음악상 | 올해의 노래          | 슈퍼스타 | 수상 |
| 2007 | 한국대중음악상 | 최우수 팝 (노래)     | 슈퍼스타 | 수상 |
| 2007 | 한국대중음악상 | 올해의 음악인 (남자) |          | 후보 |